# 伊芙琳·彼得森
伊芙琳·葛瑞絲·彼得森（Eveline Grace Peterson，1877年1月17日—1944年），是一名英格蘭女子羽球運動員。她主要參加了從1910年代到1920年代末期的全英羽球錦標賽、蘇格蘭羽球公開賽和愛爾蘭羽球公開賽。
伊芙琳·彼得森出生於英屬印度賈爾派古里的一個公務員家庭，後來搬回到倫敦南部的杜爾維治。1914年的全英羽球錦標賽裡，她與瑪格麗特·特拉傑搭檔贏得女子雙打冠軍。1926年，她與來自愛爾蘭的男子羽球運動員弗蘭克·德夫林搭檔，贏得全英混合雙打冠軍。1927年，他們兩人蟬聯該項目冠軍。她還在1921年和1922年的蘇格蘭羽球公開賽中贏得了女子雙打冠軍。